# Агафоново (городской округ Подольск)
Агафоново — деревня в городском округе Подольск Московской области России.

## География
Деревня Агафоново расположена на левом берегу реки Пахры примерно в 7 км к северо-востоку от центра города Подольска.
В полутора километрах западнее деревни проходит Симферопольское шоссе.
Ближайшие населённые пункты — деревни Услонь и Холопово.

## История
До середины 2000-х входила в Стрелковский сельский округ.
До 2015 года входила в упразднённое сельское поселение Стрелковское.

## Население
| 2002 | 2006 | 2010 |
| ---- | ---- | ---- |
| 12   | ↘7   | ↗20  |

Согласно Всероссийской переписи, в 2002 году в деревне проживало 12 человек (4 мужчины и 8 женщин). По данным на 2005 год в деревне проживало 7 человек.